# Гиновский, Яков Михайлович
Яков Михайлович Гиновский (1766—1841) — русский чиновник, составитель «Оглавления законам греко-российской церкви».

## Биография
Родился в 1766 году; происходил из духовного звания. Окончил курс Киево-Могилянской академии и в 1789 году поступил в ту же академию учителем еврейского и французского языков.
В 1794 году он перешёл на службу в канцелярию Священного синода Русской православной церкви, где занимал различные должности. Последние годы своей службы был секретарём этой канцелярии, дослужился до чина коллежского асессора; 3 декабря 1833 года был уволен по прошению за преклонностью лет с чином надворного советника. За время службы был награждён орденом Св. Владимира 4-й степени и орденом Св. Анны 3-й степени.
Составил «Оглавление законам греко-российския церкви», плод его тридцатилетних единоличных усилий по розыску и приведению в систему многоразличных постановлений по духовному ведомству, остающихся в силе. Гиновский в октябре 1826 года ходатайствовал о разрешении ему на его собственный счёт напечатать в синодальной типографии первые три части (из шести) систематического оглавления собранным им узаконениям, под заглавием: «Оглавление законам греко-российския церкви». Синод 29 ноября (10 декабря) поручил синодальной канцелярии рассмотреть и поверить содержащиеся в труде Гиновского узаконения с подлинными правилами и постановлениями. По просмотре первой части синодальными секретарями её разрешено было напечатать 22—24 марта 1827 года. Книга вышла в октябре 1827 году и вызвала жестокую критику митрополита Филарета (предложение Св. Синоду от 2 ноября 1827 г), указавшего между прочим на неправильность заглавия, на недостатки в соблюдении надлежащего расположения материалов и на сбивчивость понятий. Несмотря на это, Синод в 1828 года дозволил напечатать 2-ю часть «Оглавления». Появление этой книги побудило Филарета вновь представить Синоду (предложение от 2 декабря 1828 года) свои возражения против труда Гиновского. На этот раз они имели успех. Синод приостановил продажу напечатанных книг и поручил 5—17 декабря 1828 года пересмотреть труд Гиновского. Григорию, архиепископу Рязанскому, и Владимиру, епископу Курскому, и на основании их отзыва остальные три части не были разрешены к печати.
Умер 3 (15) апреля 1841 года на 76 году и был погребён в Санкт-Петербурге на Митрофановском кладбище. Здесь же была похоронена и его жена, Стефанида Семёновна (ум. 25.07.1848).

## Источник
- Чулков Н. П. Гиновский, Яков Михайлович // Русский биографический словарь : в 25 томах / Издание Императорского Русского Исторического Общества. — М.: Типография Г. Лисснера и Д. Собко, 1916. — Т. 5: Гербенский — Гогенлоэ. — С. 219.